# Laguna Petej
Laguna Petej es una localidad del estado mexicano de Chiapas. Es parte del municipio de Chamula.

## Demografía
| Gráfica de evolución demográfica |
|                                  |

| Censo | Población |
| ----- | --------- |
| 1921  | 81        |
| 1930  | 500       |
| 1940  | 331       |
| 1950  | 466       |
| 1960  | 425       |
| 1970  | 168       |
| 1980  | 380       |
| 1990  | 590       |
| 2000  | 728       |
| 2010  | 752       |
| 2020  | 1 013     |